# 米洛尔兰
米洛尔兰（德語：Milower Land，德語發音：[ˈmiːloːɐ̯ ˈlant]，意为“米洛之地”）是德国勃兰登堡州的一个市镇，隶属于哈弗尔兰县。总面积为161.32平方千米，截至2020年总人口为4322人。